# Dora Mills Adams
Dora Mills Adams (24 de octubre de 1874 – 31 de julio de 1943) fue una actriz de cine estadounidense. Es conocida por su aparición en el cortometraje Dr Jeykll y Mr Hyde de J. Charles Haydon, como la Sra. Lanyon.

## Carrera
Mills ingresó a la industria cinematográfica de Nueva York cerca de su nacimiento en 1914 y es posible que haya estado en el teatro o en el vodevil antes. Como una de las actrices mayores y más regordetas, normalmente desempeñaba papeles matriarcales.
Mills murió de miocarditis el 31 de julio de 1943, en 485 Rugby Road en el condado de Kings en Brooklyn, Nueva York, a la edad de 68 años. Está enterrada en la sección Locust del cementerio Woodlawn, Bronx.

## Filmografía
| Year | Title                               | Role             | Notes        |
| ---- | ----------------------------------- | ---------------- | ------------ |
| 1915 | Runaway June                        | Mrs. Moore       |              |
| 1915 | The Moth and the Flame              | Mrs. Walton      |              |
| 1916 | My Lady Incog                       | Mrs. De Veaux    |              |
| 1916 | The Summer Girl                     | Mrs. Anderson    |              |
| 1916 | A Coney Island Princess             | Alice's Mother   |              |
| 1917 | The Recoil                          | Mrs. Somerset    |              |
| 1917 | Queen X                             | Mrs. Evans       |              |
| 1917 | Married in Name Only                | Mrs. Francis     |              |
| 1917 | The Square Deceiver                 | Mrs. Pugfeather  |              |
| 1918 | The Passing of the Third Floor Back | Miss De Hooley   |              |
| 1918 | When Men Betray                     | Mrs. Gardner     |              |
| 1918 | Ashes of Love                       |                  |              |
| 1919 | Piccadilly Jim                      | Mrs. Peter Pett  |              |
| 1920 | Determination                       |                  |              |
| 1920 | Dr Jeykll and Mr Hyde               | Mrs. Lanyon      | Cortometraje |
| 1921 | You Find It Everywhere              | Mrs. Normand     |              |
| 1922 | A Pasteboard Crown                  | Claire Morrell   |              |
| 1923 | Mighty Lak' a Rose                  | Mrs. Trevor      |              |
| 1923 | His Children's Children             | Mrs. Rufus Kayne |              |
| 1924 | Flying Fists                        |                  |              |
| 1929 | Playmates                           |                  | Cortometraje |
| 1933 | How've You Bean?                    | Madre del novio  | Cortometraje |